# Ноцицепція
Ноцицепція — нервова активність сприйняття болю, процес розпізнавання організмом ураження тканин.
При ноцицепції інтенсивна хімічна (наприклад, капсаїцин, що міститься в перці чилі або кайєнському перці), механічна (наприклад, різання, розчавлювання) або термічна (тепло та холод) стимуляція сенсорних нейронів, які називаються ноцицепторами, створює сигнал, який передається по ланцюжку нервових волокон до мозку. Ноцицепція запускає різноманітні фізіологічні та поведінкові реакції для захисту організму від агресії та зазвичай призводить до суб'єктивного переживання або сприйняття болю у чутливих істот.